# عبد القادر مجرمش
عبد القادر مجرمش (من مواليد 25 يونيو 1988) هو لاعب كرة قدم سوري يلعب لنادي صلالة في دوري الدرجة الأولى العماني.

## مهنة النادي
في 22 سبتمبر 2014، وقع عقدًا لمدة عام واحد مع نادي دوري المحترفين العماني، النصر، وفي 18 يناير 2015 غادر النادي.

## إحصائيات مهنة النادي
| النادي          | موسم            | القسم                    | الدوري | الدوري  | الكأس  | الكأس   | إقليمي | إقليمي  | آخر    | آخر     | المجموع | المجموع |
| النادي          | موسم            | القسم                    | الظهور | الأهداف | الظهور | الأهداف | الظهور | الأهداف | الظهور | الأهداف | الظهور  | الأهداف |
| --------------- | --------------- | ------------------------ | ------ | ------- | ------ | ------- | ------ | ------- | ------ | ------- | ------- | ------- |
| الوثبة          | 2006–07         | الدوري السوري الممتاز    | -      | 2       | -      | 0       | 0      | 0       | 0      | 0       | -       | 2       |
| الوثبة          | 2009-10         | الدوري السوري الممتاز    | -      | 1       | -      | 1       | 0      | 0       | 0      | 0       | -       | 2       |
| الوثبة          | المجموع         | المجموع                  | -      | 3       | -      | 1       | 0      | 0       | 0      | 0       | -       | 4       |
| ذلك رأس         | 2013-14         | الدوري الأردني           | 27     | 2       | 0      | 0       | 7      | 1       | 0      | 0       | 34      | 3       |
| ذلك رأس         | المجموع         | المجموع                  | 27     | 2       | 0      | 0       | 7      | 1       | 0      | 0       | 34      | 3       |
| النصر           | 2014-15         | الدوري العماني للمحترفين | 7      | 0       | 4      | 0       | 0      | 0       | 0      | 0       | 11      | 0       |
| النصر           | المجموع         | المجموع                  | 7      | 0       | 4      | 0       | 0      | 0       | 0      | 0       | 11      | 0       |
| المجموع الوظيفي | المجموع الوظيفي | المجموع الوظيفي          | -      | 24      | -      | 5       | -      | 2       | -      | 2       | -       | 33      |